# Taipei chinois

Drapeau olympique de Taïwan.

Taipei chinois (chinois traditionnel : 中華臺北 ; chinois simplifié : 中华台北 ; pinyin : Zhōnghuá Táiběi ou chinois simplifié : 中国台北 ; chinois traditionnel : 中國臺北 ; pinyin : Zhōngguó Táiběi ; anglais : Chinese Taipei ; français : « Taïpei chinois », « Taipei chinois », « Taïpei de Chine » ou « Taipei de Chine ») est le nom utilisé pour Taïwan quand elle participe à des organisations internationales à cause de la non-reconnaissance de cet État par la république populaire de Chine. Il s'agit d'un compromis trouvé entre la république populaire de Chine et Taïwan. Taïwan n'accepta pas la dénomination Taïwan, Chine, parce qu'elle sous-entendait la soumission de Taïwan à la RPC. La RPC quant à elle montra son opposition aux dénominations république de Chine et Taïwan, parce qu'elles constituaient une reconnaissance de Taïwan comme un État souverain.

## Origines
Après que la République populaire de Chine (RPC) a pris la place de la République de Chine (RdC) à l'Organisation des Nations unies en 1971, de plus en plus de pays déménagent leurs relations diplomatiques de Taipei vers Pékin. Dans les milieux diplomatiques, Pékin augmente son influence et Taïwan se rend compte qu'il devra faire des concessions importantes envers la RPC pour participer à des forums internationaux. Une de ces concessions est l'acceptation de l'utilisation du nom Taipei chinois.
La première organisation internationale d'envergure à utiliser ce nom est le Comité international olympique (CIO). En 1979, le CIO décide que le Comité olympique de Pékin devient le Comité olympique chinois et un autre nom doit être trouvé pour le Comité olympique de RdC (CORdC).
Le nationalisme chinois en vogue dans l'élite dirigeante du gouvernement de la RdC dans les années 1970 conduit à un refus de l'utilisation du nom Taïwan. Les dirigeants de la RdC insistent sur le fait que la notion de Chine doit apparaître dans le nom utilisé par l'île pour prendre part aux compétitions. Le gouvernement rejette les chances d'utiliser le nom Taïwan (par exemple aux JO de Montréal en 1976), même si les athlètes de l'île ont déjà marché derrière cette appellation lors de cérémonies d'ouverture (à Tokyo en 1964 par exemple). Les rapports ministériels de la RdC continuent d'affirmer que le territoire chinois est divisé en deux parties, mais que les habitants de l'une ne sont pas moins Chinois que l'autre. Un autre argument plaide que la juridiction du CORdC inclut Penghu, Kinmen et Matsu en plus de Taïwan et donc que le terme Taïwan ne reflète pas l'étendue réelle du territoire du CORdC. Par ailleurs, alors qu'il est vrai que la plupart des produits fabriqués en RdC sont indiqués Made in Taiwan, les pratiques commerciales de la RdC sont telles que le libellé indique la région effective de production. Par exemple, les vins produits à Kinmen sont labellisés Made in Kinmen, tout comme certains parfums sont indiqués Made in Paris et non pas Made in France. Finalement, il est soutenu que les habitants de la RdC sont Chinois et non pas Taïwanais, la dénomination Taïwan est donc inappropriée.
Le gouvernement de la RdC du parti Kuomintang (KMT) rejette la dénomination Taïwan, Chine sous prétexte qu'elle implique une soumission à la RPC. Il refuse également les termes Taïwan et Formose (chinois simplifié : 福尔摩沙 ; chinois traditionnel : 福爾摩沙). À partir du nom de sa capitale Taipei, le gouvernement de la RdC formule finalement le nom de Taipei chinois. En effet, Taipei chinois implique une frontière incertaine qui pourrait s'étendre au-delà des territoires contrôlés de Taïwan, Penghu, Kinmen et Matsu, même si le gouvernement refuse de confirmer cette stratégie. Il considère le terme Taipei chinois à la fois neutre et acceptable par les deux parties. Cette proposition est suivie d'un accord. Pékin accepte la position de compromis pour que le CORdC soit renommé Comité olympique de Taipei chinois.
En avril 1979, au cours d'une session plénière du CIO, He Zhenliang, un représentant de la RPC, déclare :
« Selon la Charte olympique, seul un Comité olympique chinois devrait être reconnu. En contrepartie de la permission des athlètes à Taïwan à participer à des Jeux olympiques, la constitution des sports à Taïwan pourra fonctionner en tant qu'organisation locale de la Chine et pourra exister dans le mouvement olympique sous le nom de Comité olympique de Taipei chinois. Toutefois, son hymne, drapeau et constitution devront être modifiées en conséquence »
En novembre 1979 à Nagoya, au Japon, le CIO, suivi de toutes les autres fédérations internationales de sports, adopte une résolution selon laquelle le Comité olympique de la RdC est reconnu sous l'appellation Comité olympique de Taipei chinois et ses athlètes prendront part aux compétitions sous le nom de Taipei chinois,. Le Comité national olympique de RdC boycotte les Jeux olympiques de 1980 (hiver comme été) en contestation de cette résolution.
Le nom Taipei chinois est officiellement accepté par le gouvernement de RdC en 1981,. Un drapeau portant l'emblème de son comité olympique sur un fond blanc devient le drapeau olympique de Taipei chinois en janvier 1981. L'accord est signé le 23 mars à Lausanne par Shen Chia-ming, Président du Comité olympique de Taipei chinois, et Juan Antonio Samaranch, Président du CIO. En 1983, l'hymne officiel de la délégation de Taipei chinois est choisi. À partir des Jeux olympiques d'hiver de 1984, la République de Chine participe aux Jeux olympiques, Jeux paralympiques et autres compétitions internationales, sous ce nom et ce drapeau.

## Traductions en chinois
À la fois la république populaire de Chine et Taïwan s'accordent sur l'utilisation du nom anglais Chinese Taipei, traduit en français en « Taipei chinois ». Cet accord intervient certainement en raison de l'ambiguïté du terme « chinois », qui peut à la fois correspondre à l'État et à la culture. En 1979, le CIO vote une résolution à Nagoya pour restaurer les droits du Comité olympique chinois, en renommant le comité olympique basé à Taipei « Comité olympique de Taipei chinois ».
À partir de ce moment-là et jusqu'en 1989, la république populaire de Chine traduit « Taipei chinois » par 中国台北 (chinois simplifié ; chinois traditionnel : 中國臺北 ; pinyin : Zhōngguó Táiběi), de façon analogue à 中国香港 (Zhōngguó Xiānggǎng) pour Hong Kong, afin de laisser entendre que Taipei fait partie de l'État chinois (chinois simplifié : 中国 ; chinois traditionnel : 中國 ; pinyin : Zhōngguó).
Au contraire, le gouvernement de Taïwan apporte sa propre traduction : 中華台北 ou 中華臺北 (chinois traditionnel ; chinois simplifié : 中华台北 ; pinyin : Zhōnghuá Táiběi), qui fait référence à la Chine en tant qu'entité culturelle ou ethnique (chinois traditionnel : 中華 ; chinois simplifié : 中华 ; pinyin : Zhōnghuá). En 1981, l'ancien Comité olympique de la république de Chine confirme son adhésion à la résolution de Nagoya, mais traduit « Taipei chinois » en 中華台北 / 中華臺北 (Zhōnghuá Táiběi).
En 1989, les deux comités olympiques signent un accord à Hong Kong adoptant définitivement la version 中華台北 / 中華臺北 / 中华台北 (Zhōnghuá Táiběi). La RPC suit le pacte de Hong Kong en utilisant 中华台北 (Zhōnghuá Táiběi) dans la plupart des cas, même si la version 中国台北 (Zhōngguó Táiběi) est parfois utilisée, notamment dans les médias officiels.
Lors de la cérémonie d'ouverture des Jeux olympiques, lorsque chaque délégation doit entrer selon l'ordre alphabétique en anglais, le Taipei chinois (Chinese Taipei) ne suit toutefois pas la Chine (China), mais prend place dans le défilé comme si son nom était « Taipei » ou « Taïwan » (Taipei / Taiwan), en suivant la Suisse (Switzerland) ou la Syrie (Syria). Pour les Jeux olympiques d'été de 2008, à Pékin, le Taipei chinois suit le Japon et précède la République centrafricaine. Cet ordre est basé sur le nombre de traits et l'ordre de chaque équipe en chinois simplifié, l'écriture officielle de la RPC.
D'autres pays d'Asie orientale ont également fait une traduction unique pour différencier les deux délégations. Au Japon, la RPC est référencée sous le nom officiel 中華人民共和国 (Chūka Jinmin Kyōwakoku), c'est-à-dire « république populaire de Chine », mais une translittération de l'anglais, チャイニーズタイペイ (Chainīzu Taipei), est utilisée pour le Taipei chinois.

## Autres utilisations du nom

Drapeau de Taipei chinois pour les universiades.

Le nom Taipei chinois est très répandu dans les contextes apolitiques. La RPC est parvenu à faire pression sur des organisations religieuses et civiques afin de désigner la RdC par Taipei chinois. Le Lions Clubs avait pour habitude d'utiliser ce terme, mais il utilise maintenant l'appellation Taiwan MD 300. À la fois le Fonds monétaire international et la Banque mondiale utilisent le nom Taipei chinois et le terme Taiwan n'apparaît plus dans les listes des pays membres de ces organisations. Le Conseil international pour la science appelle la RdC Taipei chinois, juste après la China Association for Science and Technology. La RdC est également membre de la Coopération économique pour l'Asie-Pacifique, au sein de laquelle son nom officiel est Taipei chinois.
Taïwan était également membre (sous le nom de République de Chine (RDC)) puis observateur (sous le nom de Taipei chinois), de l'Organisation mondiale de la santé. Il s'agit de la seule organisation sous l'égide des Nations unies à laquelle elle participait jusqu’en 1970, puis de 2008 à 2016 jusqu’à la victoire du parti démocrate progressiste (Taïwan) aux élections présidentielles de 2016 ,.

Drapeau de Taipei chinois pour les Deaflympics.

Pour l'élection de Miss Monde 1998, la RPC a fait pression sur le comité d'organisation de Miss Monde afin que Miss République de Chine soit désignée comme Miss Taipei chinois. Cette appellation est depuis lors toujours utilisée. En 2003, le concours de beauté Miss Univers fait de même. Lors de l'édition du concours au Panama, pour la première fois de l'histoire la Miss Chine et la Miss Taïwan doivent participer côte à côte, forçant ainsi le gouvernement de la RdC à renommer Miss Taïwan en Miss Taipei chinois. La candidate en question, Chen Szu-yu, sera ensuite photographiée en train de déchirer ses deux ceintures,. Aujourd'hui, aucun des deux concours de beauté n'autorise des candidates à concourir sous le nom Taïwan. En 2005, le troisième concours de beauté le plus important, Miss Terre, autorise dans un premier temps la candidate Li Fan Lin à participer en tant que Miss Taïwan. Une semaine avant le début de la compétition, sa ceinture est renommée Taïwan RdC. En 2008, le nom de RdC est finalement remplacé par Taipei chinois.
Le nom Taipei chinois pousse certaines personnes à penser que Taipei est un pays. Durant les Jeux olympiques d'été de 2004 à Athènes, alors que les chaînes de télévisions chinoises et taïwanaises appellent l'équipe Taipei chinois, la plupart des médias étrangers continuent à utiliser le nom Taïwan. Pour les évènements sportifs, l'équipe de RdC est simplifiée à Taïwan sous le nom Zhonghua Team (中華隊; Zhonghua étant une variation plus culturelle que politique du nom Chine), qui dans les faits se traduit par Équipe chinoise.
Avec les Jeux olympiques d'été de 2004, un mouvement à Taïwan s'est engagé afin de changer les références de tous les médias pour appeler l'équipe de RdC Équipe taïwanaise. La Taiwan Television (TTV) est un des premiers médias taïwanais à y adhérer. De tels usages restent toutefois relativement rares, d'autres chaînes de télévision préférant adopter le terme Zhonghua Team pour la RdC et pour la RPC les noms de Zhongguo Team, China team ou équipe de Chine continentale.
En 2005, les Jeux internationaux des enfants à Coventry, au Royaume-Uni, le nom de Taipei chinois est également utilisé. Il s'agit du terme utilisé par la Ligue majeure de baseball pour les équipes taïwanaises qui participent aux Classiques mondiales de baseball 2006 et 2009, sous le drapeau olympique de Taipei chinois.

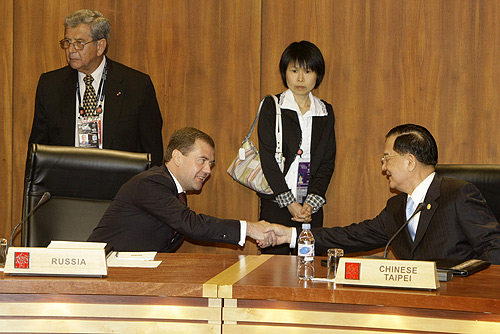
La RdC participant en tant que Taipei chinois au sommet de la Coopération économique pour l'Asie-Pacifique 2008 au Pérou.

## Noms alternatifs
Les références utilisées dans le contexte international pour désigner la République de Chine ou Taïwan diffèrent selon le type d'organisation.

### Territoire douanier distinct de Taïwan, Penghu, Kinmen et Matsu
L'Organisation mondiale du commerce utilise officiellement le terme de Territoire douanier distinct de Taïwan, Pengdu, Kinmen et Matsu pour la République de Chine. Toutefois, Taipei chinois est fréquemment utilisé dans des documents officiels.

### Taïwan, province de la Chine
Les organisations internationales dans lesquelles la RPC participe ne reconnaissent pas en général Taïwan ou ne permettent pas son adhésion. Actuellement, la RdC est reconnue dans 15 États. Ainsi, par exemple, alors que l'Organisation des Nations unies fait référence à Taïwan, qui n'apparaît pas dans sa liste des États membres, elle utilise la désignation Taïwan, Province de Chine. Les organisations qui suivent les standards des Nations unies font habituellement pareil, comme l'Organisation internationale de normalisation dans sa liste ISO 3166-1 des codes de pays. Certains logiciels en ligne d'adresse postale désigne également Taïwan par Taïwan, Province de Chine. Les organisations intergouvernementales utilisent quant à elles plusieurs termes pour désigner Taïwan.

### Chine/République de Chine

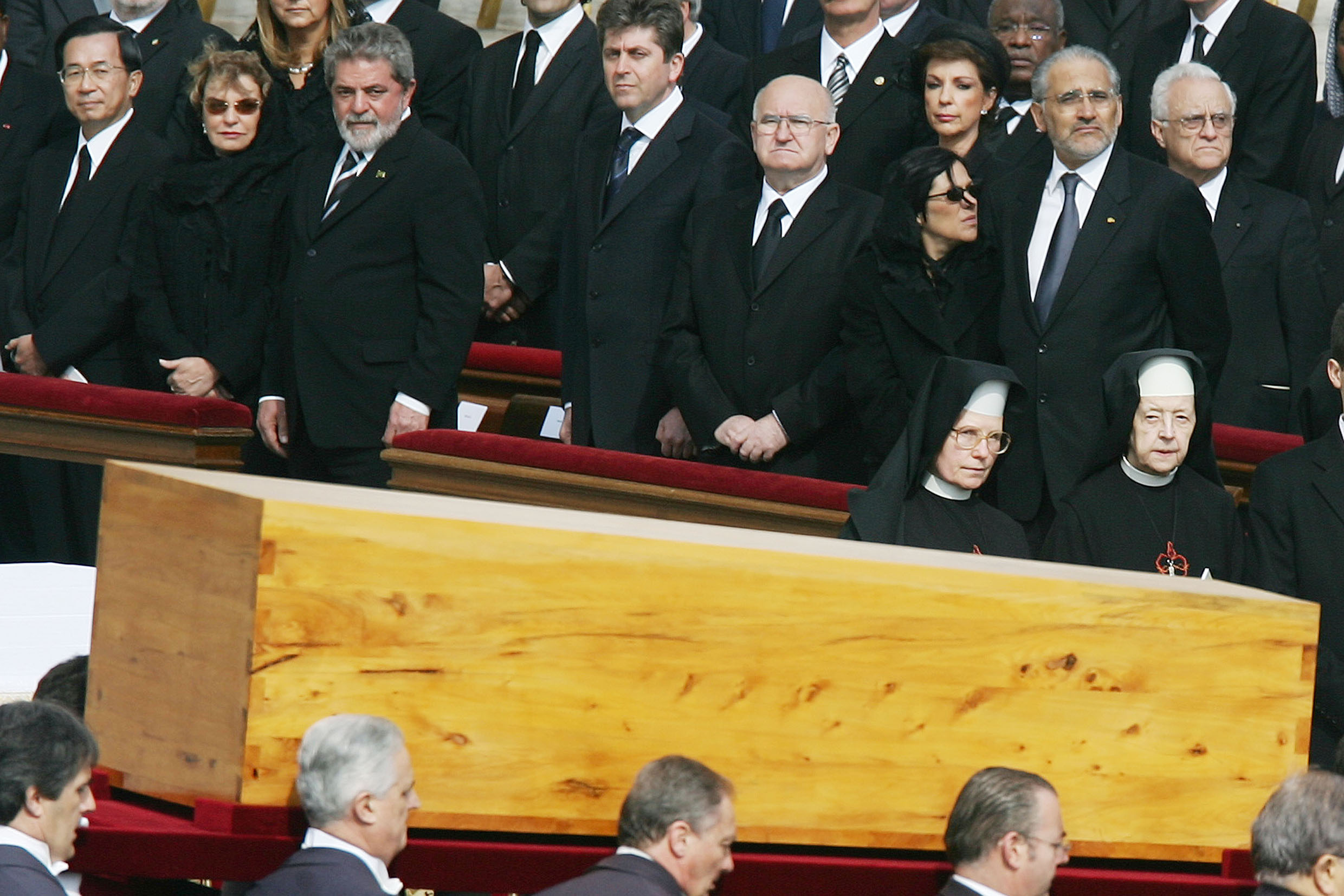
Le président Chen Shui-bian (tout à gauche) a participé aux funérailles du pape Jean-Paul II ; il est installé au premier rang en suivant l'ordre alphabétique français, aux côtés de la première dame et du président du Brésil de l'époque.

Certaines organisations non gouvernementales dans lesquelles la RPC n'est pas représentée continuent à utiliser le terme « Chine » ou « République de Chine ». L'Organisation mondiale du mouvement scout est l'une des quelques organisations à continuer d'utiliser le nom de « République de Chine », qui est affiliée sous le nom de Scouts de Chine. Ceci est possible en raison du faible intérêt que représente le scoutisme en Chine continentale. De la même manière, la franc-maçonnerie est illégale en RPC et donc la Grande Loge de Chine (es) est basée à Taïwan.
Les pays qui maintiennent des relations diplomatiques avec Taïwan, en particulier les plus anciens affiliés diplomatiques, désignent également la RdC sous le nom de Chine. Par exemple, durant les funérailles du pape Jean-Paul II, l'ancien président de la RdC Chen Shui-bian a été installé selon l'ordre alphabétique en français (en) entre Marisa Letícia, la première dame du Brésil, et le président du Cameroun comme chef d'État de la « Chine »[Quoi ?].

### Chine-Taipei/Chine-Nanjing
La République de Chine (Taïwan), représentée par l'Academia Sinica, est membre de l'Union astronomique internationale depuis 1959 et ce sous le nom de « Chine-Taipei » (« China, Taipei » ou « China-Taipei » en anglais). La République populaire de Chine, représentée par la Société chinoise d'astronomie, occupe pour sa part le siège qui était occupé à l'origine par la République de Chine depuis son adhésion en 1935 et ce sous le nom de « Chine-Nanjing » (« China, Nanjing » ou « China-Nanjing »), du nom de la capitale de la Chine à l'époque de son adhésion. Il faut noter que le français et l'anglais sont les deux langues officielles de l'UAI. Bien que n'étant pas membre par lui-même, Hong-Kong participe aussi à certaines activités de l'UAI séparément. Ainsi, la RPC, Hong Kong et Taïwan participent par exemple à la seconde édition de NameExoWorlds sous les noms anglais « China Nanjing », « China, Hong Kong » et « China Taipei ». On trouve également la forme "Chine (Nanjing)" (en anglais "China (Nanjing)") dans des documents publiés par l'UAI.